# Landshuter Kurzfilmfestival

Logo des Festivals

Das Landshuter Kurzfilmfestival ist ein jährliches Publikumsfestival in Landshut (Bayern) des deutschsprachigen und internationalen Kurzfilms.

## Geschichte
Die Veranstaltung findet seit 2000 jedes Jahr im März statt. Das Festival ist über die Grenzen Bayerns hinaus bekannt und wird jährlich von rund 5.000 Gästen aus dem In- und Ausland besucht. Veranstaltet wird es vom gemeinnützigen Verein Dynamo Kurzfilm e. V. Künstlerischer Leiter ist Michael Orth.
Traditionell liegt der Schwerpunkt auf Produktionen aus Deutschland, Österreich und der Schweiz, die sich in verschiedenen Wettbewerben wie Spiel-, Dokumentar- und Kinderfilm messen. Neu sind seit 2011 zwei internationale Wettbewerbe in den Bereichen Genre-Kurzfilm, für Horror-, Fantasy- und Science-Fiction-Filme sowie für Animationsfilme. 2015 ist ein weiterer Wettbewerb für europäische Kurzfilmproduktionen dazugekommen („Europe in 16 minutes“).
Das Festival war ein Vorreiter der digitalen Projektionstechnik und hat im Jahr 2007 das Digital Cinema Package als Vorführformat akzeptiert und im Jahr 2009 bereits Kurzfilme in 3D im Wettbewerb.
Im Jahr 2020 fiel das Festival wegen Corona aus. 2021 fand es als Online-Veranstaltung statt. Es wurden 230 Werke aus 40 Ländern gestreamt, darunter Genrefilmexperimente, Animationsfilme, Komödien, Kinderfilme und 2019 eingeführte Heimatfilmprogramm mit dem Titel „DaHome“.

## Jury
Die Jury wird jedes Jahr neu mit Vertretern der Film- und Medienbranche besetzt.
Bekannte Jurymitglieder
- Marcus H. Rosenmüller, Regisseur
- Johannes Schmid, Regisseur
- Christian Alvart, Regisseur
- Natja Brunckhorst, Schauspielerin
- Alexandra Kamp, Schauspielerin
- İdil Üner, Schauspielerin
- Regula Grauwiller, Schauspielerin
- Markus Knüfken, Schauspieler
- Jörg Buttgereit, Regisseur
- Charles Rettinghaus, Schauspieler und Synchronsprecher
- Thomas Kronthaler, Regisseur
- Richard Stanley, Regisseur
- David Zimmerschied, Schauspieler
- Marcus Stiglegger, Filmemacher und Publizist

## Preisträger 2012
- Bester Kurzfilm: Interview von Sebastian Marka
- Deadline Award: He Dies At The End von Damian Mac Carthy
- Publikumspreis: Gefallen von Christoph Schuler
- Bester mittellanger Film: Dreimaldrausen von Miriam Märk und Alexander Costea
- Bester Dokumentarfilm: Tilmann im Paradies von Juian Vogel
- Bester Animationsfilm: Flamingo Pride von Tomer Eshed
- Bester Kinderfilm: Gekidnapped von Sarah Winkenstette, KHM Köln, und Ballons am Fenster von Maximilian Zwiener
- Sprungbrett: Schattentänzer, Lin Sternal

## Preisträger 2013
- Bester Kurzfilm & Publikumspreis: Stufe 3 von Nathan Nill
- Deadline Award: Le Lac Noir von Victor Jacquier
- Bester Dokumentarfilm: Das mongolische Mädchen mit der Tüte voller Glücksgefühle von Tatjana Kleut
- Bester Animationsfilm: Mee von Letti Felgendreher
- Bester Kinderfilm: Blood, Sweat & Gingerbread von Marti Mayrhofer-Reinhartshuber & Regina Reisinger
- Bester Jugendfilm: Ich hab noch Auferstehung von Jan-Gerrit Seyler
- Sprungbrett Publikumspreis: Job Interview von Julia Walter

## Preisträger 2014
- Bester Kurzfilm & Publikumspreis: Nashorn im Galopp von Erik Schmitt, D[4]
- Publikumspreis: Nashorn im Galopp
- Deadline Award: Death of a shadow von Tom Van Avermaet, D
- Triple A – Anolis Audience Award: Fool's Day von Cody Blue Snider
- Bester Dokumentarfilm: Sobota von Marie Elisa Scheidt,D
- Bester Animationsfilm: Die Telefonbuchpolka von Benjamin Swiczinsky, A
- Beste Komödie: The Finger von Malika Pellicioli, F
- Junge Helden: Stiller Löwe von Sven Philipp Pohl, D
- Bester Kinderfilm: Snap von Thomas G. Murphy, B/UK
- Sprungbrett: Jean, Alexander Jaschik, D

## Preisträger 2016
- Großer Preis: NO GOODBYE, Ludo Vici, D[5]
- Publikumspreis: BORN IN BATTLE, Yangzom Brauen, CH
- Europe in 17 minutes: NELSON, Thomas Xhignesse und Juliette Klinke, B
- Europe in 17 minutes Publikumspreis: STUTTERER, Benjamin Cleary, UK
- Animation Award: SUPERVENUS, Frederic Doazan, F
- Deadline_Award: LA ROPAVEJERA, Nacho Ruipérez, ES
- Innovation Award: THE FANTASTIC LOVE OF BEEBOY & FLOWERGIRL, Clemens Roth, D
- Sprungbrett: LOST AND FOUND, Claudia Seibl, D
- Beste Komödie: DIE BADEWANNE, Tim Ellrich, A
- DOK Preis: JACKPOT, Lukas Kaschinski, D
- Kinderfilmpreis / Publikumspreis: SUGAR RUSH, Reno Armanet, F

## Preisträger 2017
- Grand Prix: KAI, Friederike Güssefeld, D[6]
- Beste Komödie: OBST & GEMÜSE, Duc Ngo Ngoc, D
- Europe-Jury-Preis: THE CHOP, Lewis Rose, UK
- Bester Dokumentarfilm: MORIOM, Mark Olexa, Francesca Scalisi, CH/Bangladesh
- Innovation Award: CURVE, Tim Egan, AUS
- Publikumspreis: OBST & GEMÜSE, Duc Ngo Ngoc, D
- Deadline Audience Award: POINT OF VIEW, Justin Harding, USA
- Europe – Publikumspreis: DRÔLE D’OISEAU, Anouk Fortunier, B

## Preisträger 2018
- Grand Prix: WANNABE, Jannis Lenz, A[7]
- Beste Komödie: DER SIEG DER BARMHERZIGKEIT, Albert Meisl, A
- Deadline_Award: LATCHED, Justin Harding, CAN
- Europe – Jury-Preis: STATE OF EMERGENCY MUTHERFUCKER, Sébastien Petretti, B
- Animation Award: DEUSPI, Megacomputer, F
- Sprungbrett-Jury-Preis: JOY, Abini Gold, D
- Bester Dokumentarfilm: NATUR: ALL RIGHTS RESERVED, Sebastian Mulder, NL
- Publikumspreis: Watu Wote – All of us (ALL OF US), Katja Benrath, D
- Innovation Award: DOWNSIDE UP, Peter Ghesquiere, B

## Preisträger 2019
- Großer Kurzfilmpreis: ALLES EASY, Luisa Ricar, CH[8]
- Beste Komödie: DIE SCHWINGEN DES GEISTES, Albert Meisl, A
- Internationaler Kurzfilmpreis: MAKE ALIENS DANCE, Sebastien Petretti, UK
- Animation Award: SELFIES, Claudius Gentinetta, CH
- Bester Dokumentarfilm: TRACING ADDAI, Esther Niemeier, D
- Internationaler Wettbewerb – Publikumspreis: MAKE ALIENS DANCE, Sebastien Petretti, UK
- Deadline Audience Award: LUNCH LADIES, JM Logan, USA
- DaHome Award: HÖRST DU, MUTTER, Tuna Kaptan, D

## Preisträger 2021
- Großer Preis: Fließende Grenze von Joana Vogdt, D
- Beste Komödie: Flohplage von Markus Ott und Christoph Hans, D
- Publikumspreis: Masel Tov Cocktail von Arkadij Khaet und Mickey Paatzsch, D
- Internationaler Wettbewerb: Gjeteren von Brwa Vahabpour, No
- Internationaler Wettbewerb Publikumspreis: Trading Happiness von Duc Ngo Ngoc, Vietnam
- Bester Animationsfilm: Imbued Life von Ivana Bosnjak und Thomas Johnson, Kroatien
- Bester Dokumentarfilm: Nacht über Kepler 452b von Ben Voit, D
- DaHome-Award: Colors of Longyearbyen von Feline Gerhardt, D
- Bester Kinderfilm: Hot Dog von  Flore Burban, Logan Cameron, Nicolas Diaz, Chloé Raimondo, Hugues Valin, F
- „Shock Block“-Reihe
  - Bester Film: Mi Nombre es Koji von David Muñoz, Es
  - Publikumspreis: Wild Love von  Paul Autric, Quentin Camus, Léa Georges, Maryka Laudet, Zoé Sottiaux und Corentin Yvergniaux, F